# 辻合真一郎
辻合 真一郎（つじあい しんいちろう、1954年11月6日 - ）は、日本の元男子バレーボール選手。バレーボール日本男子代表監督も務めた。

## 来歴
大阪府大阪市出身。大商大附属高校卒業後、新日本製鐵に入社。現役時代にレシーブの名手として活躍し、1977年ワールドカップバレーボール、1978年バレーボール世界選手権に日本代表として出場した。
引退後は1991年から1995年まで大古誠司監督のもと、男子代表チームのコーチを務めた。大古監督の突然の退任により、1996年に監督になったが、アトランタオリンピックのアジア予選で五輪出場権を逃し退任した。
その後はVリーグ中継等で解説を務める等、バレーボールに携わっている。2004年から2年間春高バレーコーチングキャラバンのコーチに選出され、高校チームを指導した。

## 受賞歴
- 1977年 - 第10回日本リーグ レシーブ賞、サーブ賞
- 1978年 - 第11回日本リーグ レシーブ賞、サーブ賞
- 1979年 - 第12回日本リーグ レシーブ賞
- 1980年 - 第13回日本リーグ レシーブ賞